# Copa Interamericana 1976
La Copa Interamericana 1976 fue la quinta edición del torneo organizado entre Conmebol y Concacaf. La disputaron nuevamente el equipo argentino Independiente contra el Atlético Español de México, ambos partidos de ida y vuelta se disputaron en Caracas, Venezuela. Los sudamericanos se llevaron la Copa por medio de los penales ganando por 4-2, consiguiendo su tercer trofeo consecutivo, pasando a ser el equipo más ganador en la historia del torneo.

## Clubes clasificados
Se fueron decidiendo a lo largo de 1975 entre las dos máximas competiciones de las confederaciones de América.
| Conmebol (Sudamérica)                       |  | Independiente    |  | Campeón de la Copa Libertadores (1975)                |
| Concacaf (Norte, Centroamérica y el Caribe) |  | Atlético Español |  | Campeón de la Copa de Campeones de la Concacaf (1975) |

## Resultados

### Partido de ida
| 26 de agosto de 1976 | Atlético Español           | 2:2 (1:1) | Independiente            | Estadio Olímpico, Caracas  |                            |
|                      | Ramírez 44' · Borbolla 75' |           | Bochini 45' · Arroyo 80' | Árbitro(s): Mario Fiorenza | Árbitro(s): Mario Fiorenza |

|    | POR | Moisés Camacho       |  |
|    | DEF | Gregorio Cortés      |  |
|    | DEF | Jorge Arturo Candia  |  |
|    | DEF | Oswaldo Ramírez      |  |
|    | DEF | Jaime García         |  |
|    | MED | Roberto Martínez     |  |
|    | MED | Juan Rodríguez Vega  |  |
|    | MED | Benito Pardo         |  |
|    | MED | Eugenio Rivas        |  |
|    | DEL | Leonel Urbina        |  |
|    | DEL | Juan Manuel Borbolla |  |
| DT | DT  | José Antonio Roca    |  |

|    | POR | Carlos Gay           |     |
|    | DEF | Eleazar Soria        | 80' |
|    | DEF | Hugo Villaverde      |     |
|    | DEF | Enzo Trossero        |     |
|    | DEF | Ricardo Pavoni       |     |
|    | MED | Alejandro Semenewicz |     |
|    | MED | Rubén Galván         |     |
|    | MED | Ricardo Bochini      |     |
|    | MED | Víctor Arroyo        |     |
|    | DEL | Daniel Astegiano     | 7'  |
|    | DEL | Daniel Bertoni       |     |
| DT | DT  | José Omar Pastoriza  |     |

|  | DEF | Juan Antonio Lencina | 80' |
|  | DEL | Percy Rojas          | 7'  |

|  | 44' | Oswaldo Ramírez      |
|  | 75' | Juan Manuel Borbolla |

|  | 45' | Ricardo Bochini |
|  | 80' | Víctor Arroyo   |

| Expulsado | 69' | Percy Rojas |

| Árbitro             | Mario Fiorenza     |
| Árbitros asistentes | José Castro Lozada |
| Árbitros asistentes | José Varrone       |

|    | POR | Moisés Camacho       |  |
|    | DEF | Gregorio Cortés      |  |
|    | DEF | Jorge Arturo Candia  |  |
|    | DEF | Oswaldo Ramírez      |  |
|    | DEF | Jaime García         |  |
|    | MED | Roberto Martínez     |  |
|    | MED | Juan Rodríguez Vega  |  |
|    | MED | Benito Pardo         |  |
|    | MED | Eugenio Rivas        |  |
|    | DEL | Leonel Urbina        |  |
|    | DEL | Juan Manuel Borbolla |  |
| DT | DT  | José Antonio Roca    |  |

|    | POR | Carlos Gay           |     |
|    | DEF | Eleazar Soria        | 80' |
|    | DEF | Hugo Villaverde      |     |
|    | DEF | Enzo Trossero        |     |
|    | DEF | Ricardo Pavoni       |     |
|    | MED | Alejandro Semenewicz |     |
|    | MED | Rubén Galván         |     |
|    | MED | Ricardo Bochini      |     |
|    | MED | Víctor Arroyo        |     |
|    | DEL | Daniel Astegiano     | 7'  |
|    | DEL | Daniel Bertoni       |     |
| DT | DT  | José Omar Pastoriza  |     |

|  | DEF | Juan Antonio Lencina | 80' |
|  | DEL | Percy Rojas          | 7'  |

|  | 44' | Oswaldo Ramírez      |
|  | 75' | Juan Manuel Borbolla |

|  | 45' | Ricardo Bochini |
|  | 80' | Víctor Arroyo   |

| Expulsado | 69' | Percy Rojas |

| Árbitro             | Mario Fiorenza     |
| Árbitros asistentes | José Castro Lozada |
| Árbitros asistentes | José Varrone       |

### Partido de vuelta
| 29 de agosto de 1976 | Independiente                     | 0:0 (4:2 p.)               | Atlético Español                        | Estadio Olímpico, Caracas                                     |  |
|                      |                                   |                            |                                         | Asistencia: 15 000 espectadores Árbitro(s): Vicente Llobregat |  |
|                      |                                   | Tiros desde el punto penal |                                         |                                                               |  |
|                      | Pavoni · Bertoni · Soria · Arroyo |                            | Ramírez · Rodríguez · Rivero · Borbolla |                                                               |  |

|    | POR | Carlos Gay           |     |
|    | DEF | Eleazar Soria        |     |
|    | DEF | Hugo Villaverde      |     |
|    | DEF | Enzo Trossero        |     |
|    | DEF | Ricardo Pavoni       |     |
|    | MED | Alejandro Semenewicz |     |
|    | MED | Rubén Galván         | 75' |
|    | MED | Oswaldo Carrica      |     |
|    | DEL | Víctor Arroyo        |     |
|    | DEL | César Britez         |     |
|    | DEL | Daniel Bertoni       |     |
| DT | DT  | José Pastoriza       |     |

|    | POR | Moisés Camacho       |     |
|    | DEF | Jorge Arturo Candia  | 70' |
|    | DEF | Ignacio Álvarez      |     |
|    | DEF | Juan Rodríguez Vega  |     |
|    | DEF | Ignacio Ramírez      |     |
|    | MED | Leonel Urbina        |     |
|    | MED | Saúl Rivero          |     |
|    | MED | Benito Pardo         |     |
|    | DEL | Raúl Isiordia        | 45' |
|    | DEL | Oswaldo Ramírez      |     |
|    | DEL | Juan Manuel Borbolla |     |
| DT | DT  | José Antonio Roca    |     |

|  | MED | José Antonio Lencina | 75' |

|  | DEF | Jaime García  | 70' |
|  | DEL | Eugenio Rivas | 45' |

| Ricardo Pavoni | Acierto de penal | 1:0 |                        |                      |
|                |                  | 1:1 | Acierto de penal       | Oswaldo Ramírez      |
| Daniel Bertoni | Acierto de penal | 2:1 |                        |                      |
|                |                  | 2:1 | Fallo de penal (poste) | Juan Rodríguez Vega  |
| Eleazar Soria  | Acierto de penal | 3:1 |                        |                      |
|                |                  | 3:2 | Acierto de penal       | Saúl Rivero          |
| Víctor Arroyo  | Acierto de penal | 4:2 |                        |                      |
|                |                  | 4:2 | Fallo de penal (poste) | Juan Manuel Borbolla |

| Árbitro             | Vicente Llobregat |
| Árbitros asistentes | Teodoro Galdi     |
| Árbitros asistentes | José Varrone      |

|    | POR | Carlos Gay           |     |
|    | DEF | Eleazar Soria        |     |
|    | DEF | Hugo Villaverde      |     |
|    | DEF | Enzo Trossero        |     |
|    | DEF | Ricardo Pavoni       |     |
|    | MED | Alejandro Semenewicz |     |
|    | MED | Rubén Galván         | 75' |
|    | MED | Oswaldo Carrica      |     |
|    | DEL | Víctor Arroyo        |     |
|    | DEL | César Britez         |     |
|    | DEL | Daniel Bertoni       |     |
| DT | DT  | José Pastoriza       |     |

|    | POR | Moisés Camacho       |     |
|    | DEF | Jorge Arturo Candia  | 70' |
|    | DEF | Ignacio Álvarez      |     |
|    | DEF | Juan Rodríguez Vega  |     |
|    | DEF | Ignacio Ramírez      |     |
|    | MED | Leonel Urbina        |     |
|    | MED | Saúl Rivero          |     |
|    | MED | Benito Pardo         |     |
|    | DEL | Raúl Isiordia        | 45' |
|    | DEL | Oswaldo Ramírez      |     |
|    | DEL | Juan Manuel Borbolla |     |
| DT | DT  | José Antonio Roca    |     |

|  | MED | José Antonio Lencina | 75' |

|  | DEF | Jaime García  | 70' |
|  | DEL | Eugenio Rivas | 45' |

| Ricardo Pavoni | Acierto de penal | 1:0 |                        |                      |
|                |                  | 1:1 | Acierto de penal       | Oswaldo Ramírez      |
| Daniel Bertoni | Acierto de penal | 2:1 |                        |                      |
|                |                  | 2:1 | Fallo de penal (poste) | Juan Rodríguez Vega  |
| Eleazar Soria  | Acierto de penal | 3:1 |                        |                      |
|                |                  | 3:2 | Acierto de penal       | Saúl Rivero          |
| Víctor Arroyo  | Acierto de penal | 4:2 |                        |                      |
|                |                  | 4:2 | Fallo de penal (poste) | Juan Manuel Borbolla |

| Árbitro             | Vicente Llobregat |
| Árbitros asistentes | Teodoro Galdi     |
| Árbitros asistentes | José Varrone      |

|                                   |
| Bandera de Argentina              |
| Campeón Independiente 3.er título |